# Liste der Bischöfe von Clermont
Die folgenden Personen waren Bischöfe und mit Erhebung zum Erzbistum 2002 Erzbischöfe des Erzbistums Clermont in Clermont-Ferrand (Frankreich):

## Bischöfe
- Heiliger Austremonius (fr. Austremoine) (3. oder 4. Jh.)
- Heiliger Urbicus (312)
- Legonius
- Heiliger Hillidius (auch Illidius, fr. Allyre) († ca. 384)
- Heiliger Nepotianus († 388)
- Heiliger Artemius († um 394)
- Heiliger Venerandus (fr. Venerand) († um 423)
- Heiliger Rusticus (424–446)
- Heiliger Namatius (446–462)
- Eparchius
- Heiliger Sidonius Apollinaris (471–486)
- Heiliger Aprunculus (486–491) vorher Bischof von Langres
- Heiliger Eufrasius (491–515)
- Apollinaris II. ?
- Heiliger Quintianus (um 523-um 527) vorher Bischof von Rodez (ca. 506–515)
- Heiliger Gallus (ca. 486/527–551), Onkel von Gregor von Tours
- Cautinus (551–571)
- Heiliger Avitus I. (571–594)
- Heiliger Caesarius (627)
- Heiliger Gallus II. (um 650)
- Heiliger Genesius (656)
- Gyroindus (660)
- Felix
- Garivaldus
- Heiliger Præjectus (Prix) († 25. Januar 676)
- Heiliger Avitus II. (676–691)
- Heiliger Bonitus (691–701)
- Nordebertus
- Proculus
- Stephanus I. (761)
- Adebertus (785)
- Bernouin (um 811)
- Heiliger Stabilis (823–860)
- Heiliger Sigo (um 863/866)
- Egilmar (um 878)
- Adalard (910)
- Arnold (ca. 912)
- Bernhard
- Stephan II. (962-…) (Haus Auvergne)
- Begon (ca. 980 bis ca. 1010)
- Stephan III. (um 1010–1014) (Haus Auvergne)
- Stephan IV. (1014–?) (Haus Thiers)
- Rencon (1030–1053)
- Stephan V. de Polignac (um 1053–1073) (Haus Polignac)
- Guillaume de Chamalières (1073–1076)
- Durand (1077–1095)
- Guillaume de Baffie (1096)
- Pierre Roux (1105–1111)
- Aimeri (1111–1150)
- Stephan VI. de Mercoeur (1151–1169)
- Pons (1170–1189)
- Gilbert (1190–1195)
- Robert d’Auvergne (1195–1227) (Haus Auvergne)
- Hughes de la Tour (1227–1249)
- Guy de la Tour (1250–1286) (Haus La Tour-du-Pin)
- Aimar de Cros (1286–1297)
- Jean Aicelin (1298–1301)
- Pierre de Cros (1302–1304)
- Aubert Aicelin de Montaigu (1307–1328)
- Arnaud Roger de Comminges (1328–1336) (Haus Comminges)
- Raymond D’Aspet (1336–1340)
- Stephan Aubert (1340–1352), der spätere Papst Innozenz VI. (Aubert (Familie))
- Pierre André (1342–1349) (auch Bischof von Noyon (1342) und Cambrai (1349), † 1368)
- Pierre d’Aigrefeuille  (1349–1357) (danach Bischof von Uzès) (siehe Haus Rogier de Beaufort)
- Jean de Mello (1357–1376) (danach Bischof von Chalons-en-Champagne)
- Henri de La Tour (1376–1415) (Haus La Tour d’Auvergne)
- Martin Gouge de Charpaignes (1415–1444)
- Jacques de Comborn (1445–1474) (Haus Comborn)
- Antoine Allemand (1475–1476)
- Charles I. von Bourbon (1476–1488) (auch Bischof von Lyon)
- Charles II. von Bourbon (1489–1504)
- Jacques d’Amboise (1505–1516) (Haus Amboise)
- Thomas Duprat (1517–1528)
- Guillaume Duprat (1529–1560)
- Bernardo Kardinal Salviati (1561–1567)
- Antoine de Saint-Nectaire (1567–1584)
- François Kardinal de La Rochefoucauld (1585–1609) (auch Bischof von Senlis)
- Antoine Rose (1609–1614)
- Joachim d’Estaing (1614–1650)
- Louis d’Estaing (1650–1664)
- Gilbert de Veiny d’Arbouze (1664–1682)
- François Bochart de Saron (1687–1715)
- Jean-Baptiste Massillon (1717–1742)
- François-Marie Le Maistre de La Garlaye (1743–1775)
- François de Bonnal (1776–1800)
- Jean-François Périer (1791–1802)
- Charles-Antoine-Henri Du Valk de Dampierre (1802–1833)
- Louis-Charles Féron (1833–1879)
- Jean-Pierre Boyer (1879–1892) (auch Erzbischof von Bourges)
- Pierre-Marie Belmont (1893–1921)
- Jean-François-Etienne Marnas (1921–1932)
- Gabriel-Emmanuel-Joseph Piguet (1933–1952)
- Pierre-Abel-Louis Chappot de la Chanonie (1953–1974)
- Jean Louis Joseph Dardel (1974–1995)
- Hippolyte Simon (1996–2002)

## Erzbischöfe
- Hippolyte Simon (2002–2016)
- François Kalist (seit 2016)